# Накамура, Юрика
Юрика Накамура (яп. 中村 友梨香; род. 1 апреля 1986, Фукутияма, Киото) — японская легкоатлетка, специалистка по бегу на длинные дистанции и марафону. Выступала за сборную Японии по лёгкой атлетике во второй половине 2000-х годов, участница ряда крупных международных соревнований, в том числе летних Олимпийских игр в Пекине. Победительница Нагойского международного женского марафона.

## Биография
Юрика Накамура родилась 1 апреля 1986 года в городе Фукутияма префектуры Киото, Япония. Спустя год в связи с назначением отца переехала на постоянное жительство в Нисиномию, префектура Хиого, где и провела детство.
Начиная с 2002 года регулярно принимала участие в различных шоссейных забегах, стартовала на дистанциях 5000 и 10 000 метров, в полумарафоне, а также в гонках экидэн.
В 2005 году заняла 15 место среди юниорок на кроссовом чемпионате мира в Сен-Гальмье.
В 2006 году вошла в основной состав японской национальной сборной и выступила на чемпионате мира по полумарафону в Дебрецене, где стала седьмой в личном зачёте и помогла японской команде выиграть бронзу в командном зачёте.
В 2007 году отметилась выступлением на мировом первенстве по полумарафону в Удине, где в личном зачёте заняла 39 место.
В 2008 году дебютировала на марафонской дистанции и сразу же одержала победу в зачёте Нагойского международного женского марафона — показанное здесь время 2:25:51 впоследствии так и осталось лучшим её достижением в карьере. Благодаря этому удачному выступлению Накамура удостоилась права защищать честь страны на летних Олимпийских играх в Пекине — в программе женского марафона показала время 2:30:19, расположившись в итоговом протоколе соревнований на 13 позиции.
После пекинской Олимпиады Юрика Накамура осталась в составе легкоатлетической команды Японии и продолжила принимать участие в крупнейших международных соревнованиях. Так, в 2009 году она побывала на чемпионате мира в Берлине, где в беге на 5000 и 10 000 метров заняла 12 и 7 места соответственно. Также с результатом 1:09:20 одержала победу на полумарафоне в Саппоро, стала двенадцатой на чемпионате мира по полумарафону в Бирмингеме.
В 2010 году с результатом 2:30:40 финишировала шестой на Бостонском марафоне.
В 2011 году заняла 28 место на Лондонском марафоне, показав время 2:41:22.
Из-за резкого ухудшения результатов Накамура не рассматривалась в качестве кандидатки на участие в Олимпиаде 2012 года в Лондоне. Она выступала ещё некоторое время на местных японских стартах, а 10 марта 2014 года объявила о завершении спортивной карьеры.